# VxWorks
VxWorks je operacijski sustav u stvarnom vremenu (ili RTOS), koji kao vlasnički softver razvija Wind River Systems, podružnica u potpunom vlasništvu tvrtke Aptiva. Prvi je put objavljen 1987. godine. VxWorks je dizajniran za upotrebu u ugrađenim sustavima koji zahtijevaju determinističke performanse u stvarnom vremenu i, u mnogim slučajevima, sigurnosne certifikate za industrije kao što su zrakoplovstvo i obrana, medicinski uređaji, industrijska oprema, robotika, energetika, transport, mrežna infrastruktura, automobilska industrija i potrošačka elektronika.
VxWorks podržava arhitekture AMD/Intel, POWER, ARM, kao i RISC-V. RTOS se može koristiti u višejezgrenoj asimetričnoj višeprocesnoj obradi (AMP), simetričnoj višeprocesnoj obradi (SMP) i mješovitim načinima rada te za multi-OS (preko hipervizora tipa 1) na 32-bitnim i 64-bitnim procesorima.
VxWorks dolazi s kernelom, middlewareom, paketima podrške, razvojnim paketom Wind River Workbench i komplementarnim softverskim i hardverskim tehnologijama trećih strana. U svom posljednjem izdanju, VxWorks 7, RTOS je ponovno projektiran za modularnost i mogućnost nadogradnje tako da je jezgra OS-a odvojena od međuprograma, aplikacija i drugih paketa. Skalabilnost, sigurnost, sigurnost, povezivost i grafika poboljšani su kako bi odgovorili na potrebe Interneta stvari (IoT).
VxWorks je korišten u misijama Mars Reconnaissance Orbiter i Mars Pathfinder. Marsovska vozila Spirit, Opportunity, Curiosity i Perseverance kontroliraju računala koja također imaju VxWorks. 

## Hardverska podrška
VxWorks je prenesen na brojne platforme i sada radi na praktički svakom modernom CPU-u koji se koristi na tržištu ugrađenih uređaja. Ovo uključuje obitelj Intel x86 (uključujući Intel Quark SoC), MIPS, PowerPC (i BAE RAD), Freescale ColdFire, Intel i960, SPARC, Fujitsu FR-V, SH-4 i blisko povezanu obitelj ARM, StrongARM i xScale procesori. VxWorks nudi standardno sučelje paketa podršku ploče (BSP) između svog podržanog hardvera i OS-a. Wind Riverov razvojni komplet BSP pruža zajedničko sučelje za programiranje aplikacija (API) i stabilno okruženje za razvoj operativnog sustava u stvarnom vremenu. VxWorks podržavaju popularne SSL/TLS biblioteke kao što je wolfSSL.

## Značajne upotrebe
Automobilizam
- Toshiba TMPV75, serija SoC-ova za prepoznavanje slike za napredne sustave pomoći vozaču (ADAS)[15]
- Bosch Motor Sports, telemetrijski sustav trkaćih automobila
- Sustav Hyundai Mobis IVI[16]
- Marellijev telemetrijski zapisnik i infotainment sustav kompatibilan s GENIVI[17]
- BMW iDrive, nakon 2008.
- Siemens VDO, automobilski navigacijski sustavi[18]
- Većina elektroničkih upravljačkih jedinica kamiona Renault Trucks T, K i C
- Europski navigacijski sustavi Volkswagen RNS 510

Zrakoplovi
- AgustaWestland Projekt Zero[19]
- Bespilotni borbeni zračni sustav Northrop Grumman X-47B[20]
- Airbus A400M Airlifter[21]
- BAE Systems Tornado Advanced Radar Display Information System (TARDIS) koji se koristi u zrakoplovu Tornado GR4[22]
- Lockheed Martin RQ-170 Sentinel UAV[23]
- Boeing 787

Industrijski roboti
- ABB, industrijski roboti[24]
- C5G, robotski projekt tvrtke Comau[25]
- KUKA, industrijski roboti[26]
- Stäubli, industrijski roboti[27]
- Industrijski roboti Yaskawa Electric Corporation[28]
- Industrijski robot Comau Robotics SMART5[29]

Medicina
- Varian Medical Systems Truebeam, radioterapijski uređaj za liječenje raka[30]
- Olympus Corporation, kirurški generator[31]
- BD Biosciences FACSCount, sustav za praćenje HIV/AIDS-a[32]
- Fedegari Autoclavi S.p.A. Thema4, procesni kontroler[33]
- Sirona Dental Systems, CEREC ekstraoralni rendgenski CAD/CAM sustavi[34]
- General Electric Healthcare, CT i MRI skeneri
- Carl Zeiss Meditec, analizator polja Humphrey serije HFA-II
- Philips C-Arm, radiološka oprema